# 日野町B26爆撃機墜落事故
日野町B-26爆撃機墜落事故（ひのまちビーにじゅうろくばくげききついらくじこ）は、1955年（昭和30年）10月9日にアメリカ軍のB-26爆撃機が東京都南多摩郡日野町（現・日野市）に墜落した事故である。

## 事故の概要
立川基地を離陸した2機のB-26のうち1機が、まもなくエンジン故障のため片方のプロペラが停止し、そのまま午前9時20分頃に立川基地から南へ約3キロ離れた日野町（現・日野市）の畑に墜落、爆発炎上した。当日は乾いた北風が吹いていたこともあって近隣の家屋に延焼し、5棟合計173坪が全焼したが、避難が間に合ったため死者は出なかった。B-26の乗組員2名は鎮火後に機体の残骸から遺体で発見された。

## 事故後
- 事故発生後、すぐさま地元の消防団、警察、消防、そして立川基地からアメリカ軍が急行し、現場の収拾に当たった。
- この墜落現場は、多摩都市モノレールの甲州街道駅より北東へ約300メートル離れた場所に位置し、2013年現在は住宅地になっている。
- 事故直後の炎上する機体を地元の住民が撮影し、当日の夕刊に掲載された。その写真には、エンジン部分を除いてほとんどバラバラに壊れた機体が写っていた。
- 読売新聞の記事によれば事故機は墜落する前から火を吹いていたとあるが、朝日新聞の記事では墜落して炎上したとなっており、報道内容に若干の食い違いがある。